# Balaenophilus umigamecolus
Balaenophilus umigamecolus is een eenoogkreeftjessoort uit de familie van de Balaenophilidae. De wetenschappelijke naam van de soort is voor het eerst geldig gepubliceerd in 1997 door Ogawa, Matasuzaki & Misaki.